# Guru (bande originale)
Pour les articles homonymes, voir Guru.
Albums de A.R. Rahman
Varalaru
(2006) Sajni
(2007)
Singles
1. Barso Re
Sortie : 18 novembre 2006
2. Tere Bina
Sortie : 18 novembre 2006
3. Mayya
Sortie : 18 novembre 2006

Guru - Original Motion Picture Soundtrack est la bande originale du film homonyme, réalisé par Mani Ratnam, sorti en 2007 et composée par A.R. Rahman.
L'album est mis en vente par Sony BMG, le 18 novembre 2006. La bande originale du film remporte de nombreux distinctions, par exemple lors de la 53e cérémonie des Filmfare Awards en 2008.

## Production
Comme pour beaucoup de bandes originales, le compositeur A. R. Rahman intègre plusieurs genres variés pour créer les chansons de film. Les chansons varient dans leur style musical, en allant de l'inspiration turque pour Mayya Mayya à la ballade amoureuse (Tere Bina), une musique plus traditionnelle (Ek Lo Ek Muft), et à une chanson sous la pluie (Barso Re).
La chanson "Tere Bina" est dédiée à la mémoire du chanteur pakistanais qawwalî Nusrat Fateh Ali Khan pour célébrer le dixième anniversaire de sa mort. Gulzar a également adapté les paroles d'Ay Hairathe sur celles d' Ay Sarbathe Aashiqui de Hazrat Amir Khushroo. A. R. Rahman a personnellement formé la chanteuse égyptienne Maryem Tollar pour interpréter Mayya, une chanson qu'il a lui-même écrit lors de son pèlerinage d'Hajj à La Mecque. Après avoir entendu un homme près d'une rivière qui répétait sans cesse Maya (l'eau en arabe), il demande à Gulzar d'incorporer le mot en l'air qu'il avait créé lors d'une tournée à Toronto, en Ontario, au Canada.
Lors du lancement, la bande originale devient très populaire et rencontre un succès énorme et reste au sommet pendant treize semaines consécutives.
La chanson Shauk Hai a été interprété dans le film, mais n'a pas été publié sur le CD audio.
À la sortie de la bande originale, A. R. Rahman a également incorporé des morceaux bonus d'autres films : Rang De Basanti, Lagaan, Kisna: The Warrior Poet, Zubeidaa et Meenaxi.
En 2013, Tere Bina fut reprise pour Planes, un long-métrage d'animation en 3D, produit par DisneyToon Studios et Walt Disney Pictures.

## Fiche technique
- Musique : A.R. Rahman
- Paroles : Gulzar (version hindi), Vairamuthu (version tamoul), Veturi Sundararama Murthy (version télougou)
- Production : A.R. Rahman
- Monteur son : K.J. Singh
- Séquenceur musical : Devika Mathur
- Enregistrement et mixage : H. Sridhar
- Assistant mécanicien : Pallikonda Adrushta Deepak
- Voix : Chinmayee Sripada

Source : Livret de l'album Guru (Original Motion Picture Soundtrack), Sony Music Entertainment, (P) 2006 Sony Music Entertainment India (ASIN B0076DJU5A)

### Les titres

#### Version hindi
| 1.    | Barso Re            | Shreya Ghoshal, Uday Mazumdar                           | 5:29 |
| 2.    | Tere Bina           | A. R. Rahman, Murtuza Khan, Quadir Khan, Chinmayee      | 5:09 |
| 3.    | Ek Lo Ek Muft       | Bappi Lahiri, K. S. Chitra                              | 4:58 |
| 4.    | Mayya               | Maryem Tollar, Chinmayee, Keerthi                       | 6:02 |
| 5.    | Ay Hairathe         | Hariharan, Alka Yagnik, A. R. Rahman                    | 6:09 |
| 6.    | Waltz for a Romance | Udit Narayan, Madhushree, Shweta Mohan, Bhargavi Pillai | 4:59 |
| 7.    | Jaage Hain          | K. S. Chitra, A. R. Rahman, Madras Chorale Group        | 6:33 |
| 8.    | Shauk Hai           | Sowmya Raoh                                             | 4:32 |
| 9.    | Dhoom Dhamaka       | Chœurs                                                  | —    |
| 39:22 |                     |                                                         |      |

#### Version tamoul
| 1.    | Ven Megham          | Shreya Ghoshal, Uday Mazumdar                      | 5:29 |
| 2.    | Aaruyire            | A. R. Rahman, Murtuza Khan, Quadir Khan, Chinmayee | 5:09 |
| 3.    | Rendu Maangai       | S. P. Balasubramanyam, K. S. Chitra                | 4:58 |
| 4.    | Mayya Mayya         | Maryem Tollar, Chinmayee, Keerthi                  | 6:02 |
| 5.    | Ye Manpuru Mangaye  | Srinivas, Sunjatha, A. R. Ratnam                   | 6:09 |
| 6.    | Paise Paisa         | Karthik, Madhushree                                | 4:59 |
| 7.    | Orey Khana          | K. S. Chitra, A. R. Rahman, Madras Chorale Group   | 6:33 |
| 8.    | Rathriyin           | Sowmya Raoh                                        | 4:32 |
| 9.    | Guru Bhai Guru Bhai | Chœurs                                             | —    |
| 39:22 |                     |                                                    |      |

#### Version télougou
| 1.    | Merisindi           | Shreya Ghoshal, Uday Mazumdar                      | 5:29 |
| 2.    | Muvvu Leka          | A. R. Rahman, Murtuza Khan, Quadir Khan, Chinmayee | 5:09 |
| 3.    | Jodi Chesei         | S. P. Balasubramanyam, K. S. Chitra, Chœurs        | 4:58 |
| 4.    | Mayya Mayya         | Maryem Tollar, Chinmayee                           | 6:02 |
| 5.    | Ee Haayilo          | Hariharan, Sunjatha, A. R. Ratnam, Mohammed Aslam  | 6:09 |
| 6.    | Adeyyata            | Karthik, Madhushree                                | 4:59 |
| 7.    | Innalla             | K. S. Chitra, A. R. Rahman, Madras Chorale Group   | 6:33 |
| 8.    | Guru Bhai Guru Bhai | Chœurs                                             | —    |
| 39:22 |                     |                                                    |      |

## Distinctions
| Date | Distinction                                     | Catégorie                        | Nom                            | Résultat   |
| ---- | ----------------------------------------------- | -------------------------------- | ------------------------------ | ---------- |
| 2008 | Apsara Film Producers Guild Awards              | Meilleure direction musicale     | A. R. Rahman                   | Nomination |
| 2008 | Awards of the International Indian Film Academy | Meilleure direction musicale     | A. R. Rahman                   | Lauréat    |
| 2008 | Awards of the International Indian Film Academy | Meilleure chanteuse de play-back | Shreya Ghoshal (pour Barso Re) | Lauréat    |
| 2008 | Awards of the International Indian Film Academy | Meilleur parolier                | Gulzar (pour Tere Bina)        | Nomination |
| 2008 | Filmfare Awards                                 | Meilleure direction musicale     | A. R. Rahman                   | Lauréat    |
| 2008 | Filmfare Awards                                 | Meilleure chanteuse de play-back | Shreya Ghoshal (pour Barso Re) | Lauréat    |
| 2008 | Filmfare Awards                                 | Meilleur parolier                | Gulzar (pour Barso Re)         | Lauréat    |
| 2008 | Filmfare Awards                                 | Meilleur chanteur de play-back   | A. R. Rahman (pour Tere Bina)  | Lauréat    |
| 2008 | IIFA Awards                                     | Meilleure direction musicale     | A. R. Rahnam                   | Lauréat    |
| 2008 | IIFA Awards                                     | Meilleure chanteuse de play-back | Shreya Ghoshal (pour Barso Re) | Lauréat    |
| 2008 | IIFA Awards                                     | Meilleur parolier                | Gulzar                         | Nomination |
| 2008 | Shantaram Awards                                | Meilleure direction musicale     | A. R. Rahnam                   | Lauréat    |
| 2008 | Screen Awards                                   | Meilleure direction musicale     | A. R. Rahnam                   | Lauréat    |
| 2008 | Screen Awards                                   | Meilleure chanteuse de play-back | Shreya Ghoshal (pour Barso Re) | Lauréat    |
| 2008 | Screen Awards                                   | Meilleure chanteuse de play-back | Chinmayee (pour Tere Bina)     | Nomination |
| 2008 | Zee Cine Awards                                 | Meilleure direction musicale     | A. R. Rahnam                   | Lauréat    |
| 2008 | Zee Cine Awards                                 | Meilleure chanteuse de play-back | Shreya Ghoshal (pour Barso Re) | Lauréat    |
| 2008 | Zee Cine Awards                                 | Meilleur parolier                | Gulzar                         | Nomination |